# Деалул Лунг (Вранча)
Деалул Лунг (рум. Dealul Lung) насеље је у Румунији у округу Вранча у општини Гура Калицеј. Oпштина се налази на надморској висини од 178 m.

## Становништво
Према подацима из 2002. године у насељу је живело 209 становника, од којих су сви румунске националности.